# Нейпир, Джейми-Ли
Дже́йми-Ли Не́йпир (англ. Jamie-Lee Napier; род. 6 апреля 2000, Глазго) — шотландская футболистка, полузащитник английского клуба «Лондон Сити Лайонессис».

## Клубная карьера
Уроженка Глазго, начала заниматься футболом в юношеской команде «Селтика».

### «Хиберниан»
В январе 2018 года перешла в свой первый профессиональный клуб «Хиберниан», выступающий в Шотландской женской Премьер-лиге. 4 ноября 2018 года стала обладательницей Кубка Шотландии, в финале которого оформила свой первый в карьере хет-трик в ворота «Мотеруэлла» (8:0). 6 ноября 2018 года в составе «Хиберниана» также стала обладательницей и Кубка шотландской футбольной лиги 2018, который в финале обыграл «Селтик» (9:0). С 2018 по 2019 провела за «Хиберниан» 33 матча во всех турнирах, в которых забила 22 гола.
В мае 2019 года стала обладательницей Кубка шотландской футбольной лиги 2019, победив в финале «Глазго Сити» в серии послематчевых пенальти (0:0, п. 4:2); для «Хибернина» он стал четвёртым выигранным кубком лиги подряд. 25 июля 2019 года был включена в символическую сборную сезона Шотландской женской Премьер-лиги. Участвовала в розыгрыше Лиги чемпионов УЕФА 2019/20, в котором «Хиберниан» в квалификационном раунде выиграл группу 3 (одержав три победы в трёх играх). 7 августа 2019 года отметилась дублем в своём дебютном матче Лиги чемпионов против тбилисского «Найк» (3:0); эти голы также стали первыми для неё в еврокубках. 13 августа 2019 года отличилась голом в выездном матче в ворота словенского «Помурье» (2:1). В следующем раунде, в 1/32 плей-офф Лиги чемпионов, «Хиберниан» встретился с пражской «Славией», уступив в обеих матчах (1:4 и 1:5). В итоге провела 5 матчей в Лиге чемпионов, в которых забила 3 мяча. В декабре 2019 года была признана «Игроком года Шотландской женской Премьер-лиги» сезона 2019.

### «Челси»
13 декабря 2019 года перешла из «Хиберниана» в английский клуб Женской суперлиги ФА «Челси», подписав контракт до конца 2021 года. Главный тренер «Челси» Эмма Хейз, отметила, что Нейпир «является перспективным игроком, а её личность, трудолюбие и качества смогут усилить игру команды». Нейпир стала третьим новым приобретением «Челси» в сезоне после пришедшей летом Гуро Рейтен и австралийки Сэм Керр, которая присоединилась к команде в ноябре 2019 года. 5 января 2020 года дебютировала за «Челси» в домашнем матче Женской суперлиги против «Рединга» (3:1), выйдя на замену на 89-й минуте вместо Марин Мьелде. Всего в сокращённом из-за пандемии COVID-19 сезоне 2019/20 провела за «Челси» 4 матча (2 в Суперлиге и 1 в Кубке Англии и 1 в Кубке лиги), голов не забивала.

### «Бирмингем Сити». Аренда
6 сентября 2020 года была отдана «Челси» в аренду в другой клуб Женской суперлиги «Бирмингем Сити» до конца сезона 2020/21. Главный тренер «Челси» Хейз рассказала про решение отдать футболистку в аренду, заявив: «Важно, чтобы Джейми-Ли играла на высоком уровне неделю за неделей, и мы думаем, что её переход в „Бирмингем“ на условиях аренды будет чрезвычайно полезным для её развития». В тот же день дебютировала за «Бирмингем» в первой игре сезона 2020/21 в выездном матче Женской суперлиги против «Брайтона» (0:2), выйдя в стартовом составе. 7 февраля 2021 года забила свой первый гол в Женской суперлиге за «Бирмингем» в выездной игре в ворота «Эвертона» (1:1), сравняв счёт на 34-й минуте.

### «Лондон Сити Лайонессис»
9 июня 2021 года было сообщено, что «Чесли» не будет с ней продлевать контракт на сезон 2021/21 и она покинет клуб. 19 июля 2021 года заключила контракт с английским клубом женского Чемпионшипа «Лондон Сити Лайонессис».

## Карьера в сборной

### Молодёжные сборные
С 2015 по 2017 гг. выступала в сборной Шотландии до 17 лет; дебютировала 13 октября 2015 года в выездном матче против сборной Казахстана (4:0). Всего провела 6 матчей, голов не забивала.
8 августа 2017 года дебютировала в сборной Шотландии до 19 лет первом матче группового этапа финальной стадии чемпионата Европы (девушки до 19 лет) против сборной Германии (0:3), проходившего в Северной Ирландии. Также приняла участие во втором матче против сборной Северной Ирландии (1:1); сборная Шотландия не вышла из группы, заняв 3-е место в группе А, и получила право сыграть стыковой матч против сборной Англии за участие в чемпионате мира 2020 (девушки до 20 лет), но уступила 0:2. Также в принимала участие в финальной стадии, проходившего в Шотландии чемпионата Европы 2019 (девушки до 19 лет), сыграв все 3 матча группового этапа против сборных Франции (1:2), Норвегии (0:4) и Нидерландов (0:4); сборная Шотландии заняла последнее место в группе, не набрав ни одного очка. Всего с 2017 по 2019 гг. в сборной Шотландии до 19 лет провела 19 матчей и забила 2 мяча (в воротах сборных Бельгии и Чехии).

### Основная сборная
В августе 2019 года в возрасте 19 лет впервые получила вызов в сборную Шотландии главным тренером Шелли Керр для участия в отборочном матче к чемпионату Европы 2022 года против сборной Кипра (30 августа 2019), вместо травмированных Эрин Катберт и Фионы Браун, но в итоге не попала в заявку на игру. 26 августа 2019 года на официальном YouTube-канале сборной Шотландии вышел видеоролик, посвящённый первому вызову Нейпир в сборную под названием «Jamie-Lee Napier. I Love Football».

## Статистика
| Выступление            | Выступление      | Выступление      | Лига | Лига | Кубок | Кубок | Кубок лиги | Кубок лиги | Еврокубки | Еврокубки | Итого | Итого |
| Клуб                   | Лига             | Сезон            | Игры | Голы | Игры  | Голы  | Игры       | Голы       | Игры      | Голы      | Игры  | Голы  |
| ---------------------- | ---------------- | ---------------- | ---- | ---- | ----- | ----- | ---------- | ---------- | --------- | --------- | ----- | ----- |
| Хиберниан              | Премьер-лига     | 2018             | —    | —    | —     | —     | —          | —          | —         | —         | 0     | 0     |
| Хиберниан              | Премьер-лига     | 2019             | 0    | 15   | —     | —     | —          | —          | 5         | 3         | 5     | 18    |
| Хиберниан              | Итого            | Итого            | 33   | 22   | 0     | 0     | 0          | 0          | 5         | 3         | 38    | 25    |
| Челси                  | Суперлига        | 2019/20          | 2    | 0    | 1     | 0     | 1          | 0          | —         | —         | 4     | 0     |
| Челси                  | Итого            | Итого            | 2    | 0    | 1     | 0     | 1          | 0          | —         | —         | 4     | 0     |
| → Бирмингем Сити       | Суперлига        | 2019/20          | 0    | 0    | 1     | 0     | 0          | 0          | —         | —         | 1     | 0     |
| → Бирмингем Сити       | Суперлига        | 2020/21          | 19   | 1    | 2     | 0     | 2          | 0          | —         | —         | 23    | 1     |
| → Бирмингем Сити       | Итого            | Итого            | 19   | 1    | 3     | 0     | 2          | 0          | —         | —         | 24    | 1     |
| Лондон Сити Лайонессис | Чемпионшип       | 2021/22          | 2    | 1    | 0     | 0     | 0          | 0          | —         | —         | 2     | 1     |
| Лондон Сити Лайонессис | Итого            | Итого            | 2    | 1    | 0     | 0     | 0          | 0          | —         | —         | 2     | 1     |
| Всего за карьеру       | Всего за карьеру | Всего за карьеру | 56   | 24   | 4     | 0     | 3          | 0          | 5         | 3         | 68    | 27    |

## Достижения

### Командные
«Хиберниан»
- Серебряный призёр чемпионата Шотландии: 2019
- Обладательница Кубка Шотландии: 2018
- Финалист Кубка Шотландии: 2019
- Обладательница Кубка шотландской футбольной лиги (2): 2018, 2019

### Личные
- Игрок года Шотландской женской Премьер-лиги: 2019[8][13]
- Символическая сборная сезона Шотландской женской Премьер-лиги: 2019